# Законодательный округ 46 штата Мэриленд

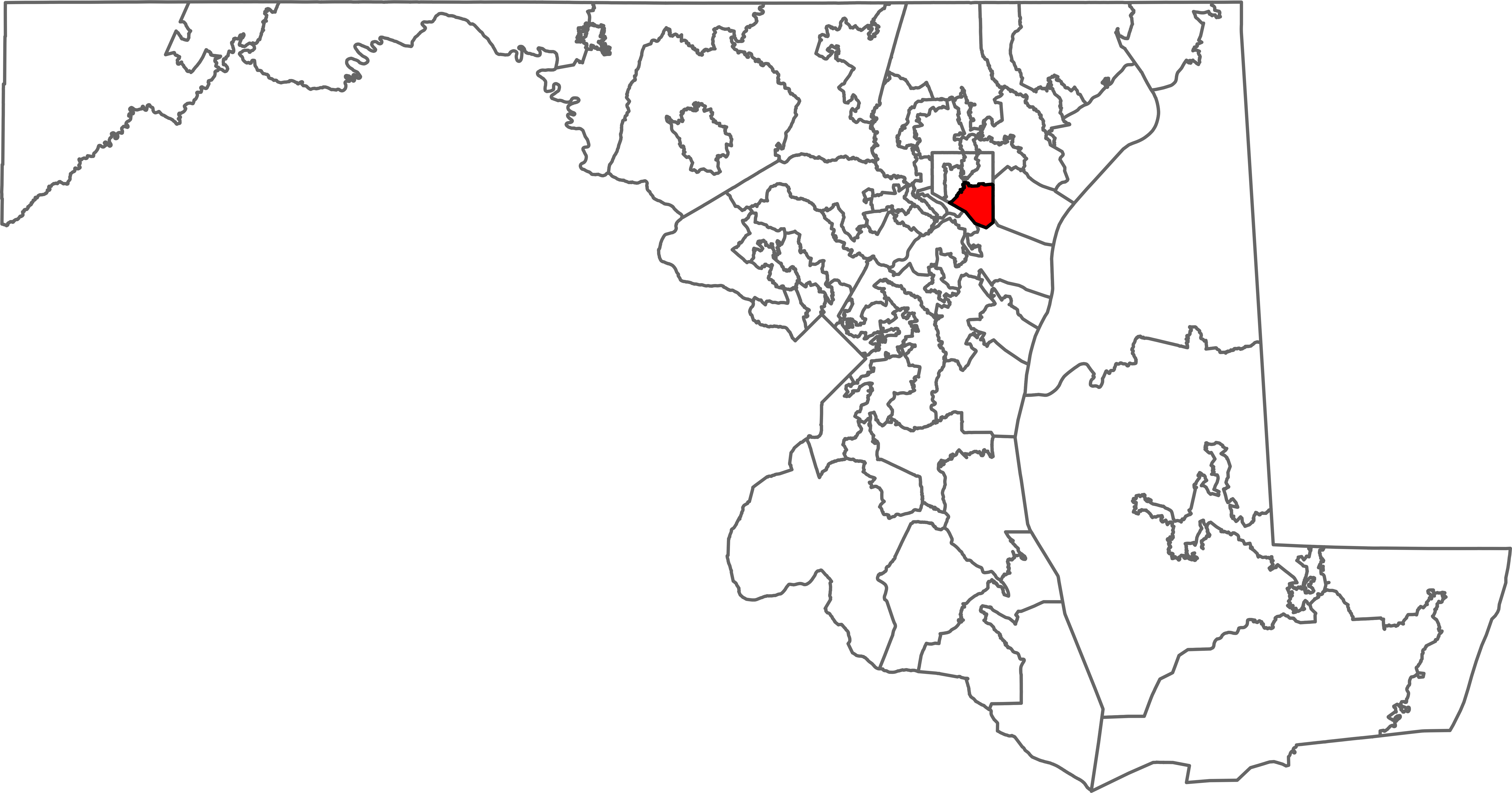

Законодательный округ 46 штата Мэриленд — один из 47 округов штата Мэриленд для представительства в законодательном собрании штата. Полностью расположен в городе Балтимор и включает в себя все или часть как минимум шести округов городского совета, в том числе Первый округ, Второй округ, Десятый округ, Одиннадцатый округ, Двенадцатый округ и Тринадцатый округ.
Избиратели этого округа каждые четыре года выбирают трех делегатов, которые будут представлять их в Палате делегатов штата Мэриленд.

## Демографические показатели
По данным переписи населения США 2020 года, население округа составляло 124 898 человек, из которых 101 213 (81,0%) были избирательного возраста. Расовый состав округа: 58 975 (47,2 %) белых, 33 946 (27,2 %) афроамериканцев, 949 (0,8 %) коренных американцев, 4 987 (4,0 %) азиатов, 27 (0,0 %) жителей тихоокеанских островов, 15 887 (12,7 %) представителей других рас и 10 130 (8,1 %) представителей двух или более рас. Латиноамериканцы любой расы составляли 24 224 (19,4 %) населения.
По состоянию на 17 октября 2020 года в округе было зарегистрировано 74 540 избирателей, из которых 13 962 (18,7 %) были зарегистрированы как неаффилированные, 10 576 (14,2 %) — как республиканцы, 48 847 (65,5 %) — как демократы и 656 (0,9 %) — как представители других партий.

## Политическое представительство
Округ представлен на законодательный срок на 2023-2027 г. в Сенате штата Биллом Фергюсоном (D) и в Палате делегатов Люком Клиппером (D), Роббином Льюисом (D) и Марком Эдельсоном (D).

### Результаты выборов
| Имя                       | Голоса | Процент | Итог     |
| ------------------------- | ------ | ------- | -------- |
| Люк Клиппер, демократия   | 23,023 | 27,8 %  | Победа   |
| Роббин Льюис, демократия  | 22,582 | 27,3 %  | Победа   |
| Брук Лирман, демократия   | 23,711 | 28,6 %  | Победа   |
| Джереми Барон, республика | 6,879  | 8,3 %   | Проигрыш |
| Джереми Барон, республика | 6,324  | 7,6 %   | Проигрыш |
| Другие кандидаты          | 289    | .3 %    | Проигрыш |